# Objektiv kamera
Objektiv kamera är en typ av bildvinkel, motsatsen till subjektiv kamera. Den objektiva kameran är endast närvarande i egenskap av kamera, inte som någon annan person som fallet är med subjektiv kamera.